# Sandfjall
Sandfjall är ett berg i republiken Island. Det ligger i regionen Västfjordarna, 200 km norr om huvudstaden Reykjavík. Toppen på Sandfjall är 775 meter över havet, eller 74 meter över den omgivande terrängen. Bredden vid basen är 3,2 km.
Trakten runt Sandfjall är nära nog obefolkad, med mindre än två invånare per kvadratkilometer. Närmaste större samhälle är Þingeyri, omkring 18 kilometer väster om Sandfjall. Trakten runt Sandfjall består i huvudsak av gräsmarker.